# Джеймі Лундмарк
Джеймі Лундмарк (англ. Jamie Lundmark; 16 січня 1981, м. Едмонтон, Канада) — канадський хокеїст, центральний/правий нападник. Виступає за «Динамо» (Рига) у Континентальній хокейній лізі. 
Виступав за «Мус-Джо Ворріорс» (ЗХЛ), «Сієтл Тандербердс» (ЗХЛ), «Гартфорд Вульф-Пек» (АХЛ), «Нью-Йорк Рейнджерс», ХК «Больцано», «Фінікс Койотс», «Калгарі Флеймс», «Лос-Анджелес Кінгс», «Динамо» (Москва), «Лейк-Ейре Монстерс» (АХЛ), «Квод-Сіті Флеймс» (АХЛ), «Ебботсфорд Гіт» (АХЛ), «Торонто Мейпл-Ліфс», «Мілвокі Адміралс» (АХЛ), ХК «Тімро».
В чемпіонатах НХЛ — 295 матчів (40 голів, 59 передач), у турнірах Кубка Стенлі — 6 матчів (1 передача).
У складі молодіжної збірної Канади учасник чемпіонатів світу 2000 і 2001.